# وارواروفکا (شهرستان آلکسیفسکی، استان بلگورود)
وارواروفکا (انگلیسی: Varvarovka, Alexeyevsky District, Belgorod Oblast) یک شهرک در بخش آلکسیفسکی استان بلگورود کشور روسیه است.